# E. Lilian Todd
E. Lilian Todd (1865-1937) fue una inventora estadounidense que diseñó algunos aeroplanos y promovió el interés popular en la aviación a principios del siglo XX.
Todd nació en 1865 en la ciudad de Washington, Pese a no tener conocimientos formales de mecánica, diseñó su primer aeroplano y lo exhibió en 1906. Tras la muerte de su mecenas, Margaret Rusell Sage, Todd se mudó a la ciudad de Pasadena (California), donde falleció el 26 de septiembre de 1937.